# Patinação artística na Universíada de Inverno de 2011
As competições de patinação artística na Universíada de Inverno de 2011 foram disputadas no GSIM Yenişehir Ice Hockey Hall em Erzurum, Turquia entre 1 e 5 de fevereiro de 2011.

## Medalhistas
| Evento                            | Ouro                                             | Prata                                  | Bronze                                         | Ref.  |
| --------------------------------- | ------------------------------------------------ | -------------------------------------- | ---------------------------------------------- | ----- |
| Individual masculino (detalhes)   | Nobunari Oda · Japão                             | Sergei Voronov · Rússia                | Daisuke Murakami · Japão                       | [ 1 ] |
| Individual feminino (detalhes)    | Candice Didier · França                          | Sonia Lafuente · Espanha               | Shion Kokubun · Japão                          | [ 2 ] |
| Duplas (detalhes)                 | Lubov Iliushechkina · Nodari Maisuradze · Rússia | Dong Huibo · Wu Yiming · China         | Zhang Yue · Wang Lei · China                   | [ 3 ] |
| Dança no gelo (detalhes)          | Kristina Gorshkova · Vitali Butikov · Rússia     | Alisa Agafonova · Alper Uçar · Turquia | Nadezhda Frolenkova · Mikhail Kasalo · Ucrânia | [ 4 ] |
| Patinação sincronizada (detalhes) | Rockettes · Finlândia                            | Marigold IceUnity · Finlândia          | Paradise · Rússia                              | [ 5 ] |

## Quadro de medalhas
| Ordem | País          | Medalha de ouro | Medalha de prata | Medalha de bronze |    |
| ----- | ------------- | --------------- | ---------------- | ----------------- | -- |
| 1     | RUS Rússia    | 2               | 1                | 1                 | 4  |
| 2     | FIN Finlândia | 1               | 1                |                   | 2  |
| 3     | JPN Japão     | 1               |                  | 2                 | 3  |
| 4     | FRA França    | 1               |                  |                   | 1  |
| 5     | CHN China     |                 | 1                | 1                 | 2  |
| 6     | ESP Espanha   |                 | 1                |                   | 1  |
| 6     | TUR Turquia   |                 | 1                |                   | 1  |
| 8     | UKR Ucrânia   |                 |                  | 1                 | 1  |
| TOTAL | TOTAL         | 5               | 5                | 5                 | 15 |